# Averroès et Rosa Parks
Pour plus de détails, voir Fiche technique et Distribution.
Averroès et Rosa Parks est un film documentaire français réalisé par Nicolas Philibert et sorti en 2024. C'est le deuxième volet d'une trilogie consacrée au monde psychiatrique, après le documentaire Sur l'Adamant sorti en 2023. Le film a été présenté hors compétition à la Berlinale 2024. 

## Synopsis

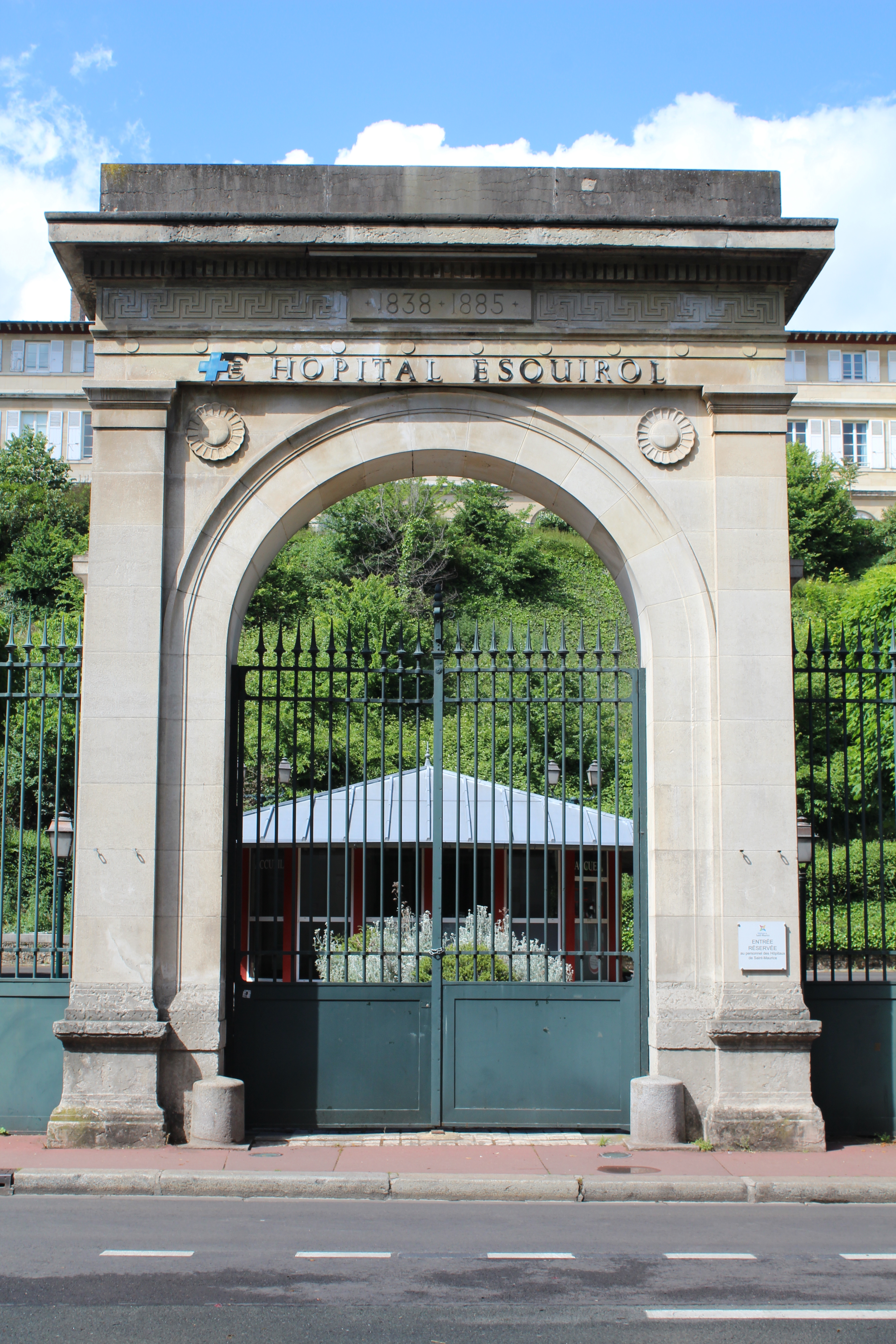
Le portail de l'hôpital Esquirol où est tourné le film.

Averroès et Rosa Parks sont deux unités de l’hôpital Esquirol, qui relèvent du pôle psychiatrique Paris-Centre. L'hôpital était autrefois appelé « asile de Charenton ». D'entretiens individuels en activités de groupe, le film s'attache à décrire les relations entre les soignants et les patients, malgré le manque de moyens attribués à ce type de centre médical.

## Fiche technique
- Réalisation : Nicolas Philibert
- Production : Miléna Poylo & Gilles Sacuto, Céline Loiseau
- Photographie : Nicolas Philibert, assisté de Pauline Pénichou
- Montage : Nicolas Philibert, assisté de Janusz Baranek
- Son : Erik Ménard
- Mixage : Emmanuel Croset
- Musique : Sarah Murcia et Magic Malik d’après L’Hymne à la joie (Ludwig van Beethoven)
- Distribution : Les Films du losange
- Genre : Documentaire
- Durée : 143 minutes
- Date de sortie : 20 mars 2024[1]

## Critiques
Pour Télérama à propos du réalisateur Nicolas Philibert, « son sens de l’écoute et son humanisme font encore merveille ».